# Maurholmen
Maurholmen est une île norvégienne du comté de Hordaland appartenant administrativement à Godøysund.

## Description
Couverte d'arbres, elle s'étend sur environ 394 m de longueur pour une largeur approximative de 129 m.